# Är man bara två
Är man bara två skrevs av Kai Gullmar (musik) och Hasse Ekman (text), och är en sång som spelades in av Ulla Billquist och utkom på skiva 1942. Den var med i filmen Lyckan kommer, där den sjungs av Marguerite Viby.

### Fotnoter
1. ↑  ”Är man bara två”. Svensk mediedatabas. 16 mars 1942. http://smdb.kb.se/catalog/search?q=%C3%A4r+man+bara+tv%C3%A5+typ%3Afonogram. Läst 2 januari 2015.